# Watervliet (New York, nagyváros)
Watervliet nagyváros (city) az USA New York államában, Albany megyében. Lakosainak száma 10 375 fő (2020. április 1.).

## Népesség
A település népességének változása:

| 2010 | 10 254 |
| 2020 | 10 375 |